# Le Bignon-Mirabeau
Bignon-Mirabeau é uma comuna francesa na região administrativa do Centro, no departamento Loiret. Estende-se por uma área de 13,13 km². Em 2010 a comuna tinha 328 habitantes (densidade: 25 hab./km²).
É terra natal do expoente da Revolução Francesa Honoré Gabriel Riqueti de Mirabeau.